# Pedro de Astigarraga Amezaga
Pedro de Astigarraga Amezaga   (Bilbao, 18 de febrer de 1882 - Bilbao, 9 de setembre de 1965) fou un metge, futbolista i dirigent esportiu basc.
Va estudiar a Barcelona i Madrid, especialitzant-se a França i Alemanya. En la seva estada a Barcelona va ser jugador del RCD Espanyol, disputant un partit del Campionat de Catalunya la temporada 1903-04. També va ser jugador de l'Athletic Club (1905-06) i president del club la temporada 1910-11. Esdevingué metge especialista en l'aparell digestiu.
El 1918 fou escollit regidor de l'ajuntament de Bilbao, el qual li atorgà la medalla d'or de la vila en reconeixement de la seva tasca. L'any 1941 fou nomenat president del Col·legi Oficial de Metges de Biscaia.